# Ни овде ни тамо: Путешествије по Европи
Ни овде ни тамо: Путешествије по Европи (енгл. Neither Here Nor There: Travels in Europe) је књига чији је аутор амерички писац Бил Брајсон. Дело представља хумористички путопис који приказује пишчева путовања кроз Европу током 1990. године.